# Grazra
Grazra est un village situé dans le District du Sassandra-Marahoué. Il s'agit d'une localité rurale appartenant au département de Zuénoula dans la région de la région Marahoué.